# Thérèse Bacq
Thérèse Bacq (* 16. September 1825 in Paris; † 2. Juni 1896 ebenda) war eine französische römisch-katholische Nonne und Ordensgründerin.

## Leben

### Konversion und Eintritt bei den Augustinerinnen
Élisabeth Bacq wuchs in Paris Montrouge als zweites Kind protestantischer Eltern auf. In der Verwandtschaft väterlicherseits in Houdeng-Goegnies (heute: La Louvière) in Belgien kam sie mit dem katholischen Glauben in Berührung und trat im Mai 1839 zur Katholischen Kirche über. 1841 legte sie ein Keuschheitsgelübde ab. 1843 trat sie in Montrouge in die Kongregation der Augustinerinnen vom Innersten Mariens (Augustines de l’Intérieur de Marie) ein, die erzieherisch tätig war, und nannte sich anfangs Élisabeth Marie, nach ihrer zeitlichen Profess Thérèse de Jésus (nach Teresa von Ávila). 1849 legte sie die ewige Profess ab.

### Wechsel zu Bischof Lavigerie nach Nancy
In der Kongregation, die nur über dieses eine Haus verfügte, wurde Thérèse wegen ihrer starken Persönlichkeit (hohe Intelligenz gepaart mit einer gewissen Eigenwilligkeit) zum Problem für die Oberin, vor allem ab ihrer Tätigkeit als Novizenmeisterin (1858). 1863 dankte sie ab und begab sich zusammen mit zwei Mitschwestern in die Obhut des (gleichaltrigen) Bischofs von Nancy und Toul, Charles Martial Lavigerie, den sie seit 1852 kannte und schätzte. Damit begann ihre fast lebenslange Bindung an eine der markantesten Persönlichkeiten des französischen Klerus im 19. Jahrhundert.

### Gründung der Schwestern von der Himmelfahrt Mariens
1864 gründete sie zusammen mit Lavigerie eine neue diözesane Kongregation (in der Rue Stanislas 33 in Nancy), die sich anfänglich „Dames de Marie“, ab Dezember 1865 Congrégation de l’Assomption de Notre-Dame (Schwestern von der Himmelfahrt Mariens) nannte (kanonische Errichtung 1867) und die, wie die Augustinerinnen, Mädchenerziehung (Schule und Pensionat) betrieb. Die gedeihliche Entwicklung des Instituts wurde 1867 jäh unterbrochen, als Lavigerie Nancy verließ, um nach Algier zu gehen, und sein Nachfolger an der Kongregation wenig Interesse zeigte. Von da an gingen Lavigeries Bestrebungen dahin, die Kongregation nach Algerien zu holen und in sein Programm der Christianisierung Afrikas einzubinden.

### Wechsel nach Algier und Leitung der Kongregation der Afrikanischen Mission
Thérèse lehnte 1868 noch ab, wurde dann aber durch die Ereignisse in Frankreich 1870 und 1871 umgestimmt und entsandte Schwestern in den Jahren 1871 und 1872. Lavigerie drängte auf Verlegung des Mutterhauses nach Algerien, denn nur so konnte er wieder die Aufsicht über den Orden übernehmen, die derzeit dem Bischof von Nancy oblag. Im Dezember 1873 wechselte Thérèse deshalb mit dem Rest ihres Hauses nach Saint-Eugène (heute: Bologhine) bei Algier. Dort erzwang Lavigerie 1876 den Zusammenschluss mit den Hieronymitinnen unter dem neuen Namen "Kongregation der Afrikanischen Mission" und der Leitung von Thérèse. Die Verschmelzung war ein Fehler, da die beiden Teile nicht zusammenpassten. Es kam zu endlosen Reibereien und zur Entfremdung zwischen Thérèse und Lavigerie. Thérèse fühlte sich auch von den „Weißen Vätern“, Lavigeries bedeutender Missionarsgründung, nicht geschätzt („Ils nous détestent“, sie können uns nicht leiden). Lavigerie, als der geniale Despot, der er war, hatte übersehen, dass Thereses Kongregation für Kontemplation und gehobene Schulerziehung stand, nicht für Pionierdasein am Rande der Zivilisation.

### Rückkehr zur Kongregation der Himmelfahrt Mariens in Aix-en-Provence
Im März 1879 kam es zur Auflösung des Zusammenschlusses. Aus den Hieronymitinnen gingen die Missionsschwestern Unserer Lieben Frau von Afrika (auch: „Weiße Schwestern“) hervor. Thérèse bildete mit 16 Mitschwestern wieder die Kongregation der Himmelfahrt Mariens mit dem Haus in Saint-Eugène und dem noch von Nancy aus mit Kredit erworbenen Haus in Aix-en-Provence, wo ein Noviziat eingerichtet wurde. Nach Verlassen von Saint-Eugène im Sommer 1880 blieb nur noch Aix. Thérèse schrieb an Lavigerie: « Vous avez pu, Monseigneur, briser mon cœur, mon existence morale; vous pouvez aujourd’hui dicter une parole cruelle, mais vous ne réussirez pas à séparer de mon cœur ces sentiments filiaux que vous trouverez encore dans l’éternité » (Sie haben mein Herz und mein Innerstes brechen können, und heute können Sie ein grausames Wort diktieren, nie aber wird es Ihnen gelingen, aus meinem Herzen jene Tochtergefühle zu entfernen, die Sie noch in der Ewigkeit antreffen werden).

### Gründung der Kleinen Arbeiterschwestern und Rücktritt von ihrer Leitung
Von Aix aus kam es zu Gründungen in Belgien (Awirs und Landenne in Andenne), sowie, auf Einladung von Bischof Amand-Joseph Fava (1826–1899), in Vif bei Grenoble. Das Entgegenkommen dieses Bischofs machte es möglich, das Mutterhaus (mit Noviziat) nach Basse-Jarrie (heute: Jarrie, im Gemeindeverband Grenoble-Alpes-Métropole) zu verlegen. Bischof Fava verwies Thérèse außerdem an den Jesuiten Jules Sambin (1820–1892), mit dem zusammen sie die Kongregation der Kleinen Arbeiterschwestern (Petites Soeurs de l’Ouvrier, italienisch: Piccole Suore dell'Operaio, PSO) gründete, die sich im Geiste von Bischof Ketteler und Albert de Mun (1841–1914) um die Fabrikarbeiter und ihre Familien kümmerten. Es kam zur Gründung von Gemeinschaften in Tourcoing, Lisieux, La Tour-du-Pin, Grenoble, Voiron, Cannes (Notre-Dame des Pins, 1884) und Saint-Chamond. Aber Thérèse hatte zunehmend mit Schwierigkeiten zu kämpfen, teils finanziellen (die Schuldenlast für das Haus in Aix), teils zwischenmenschlichen (ungeschicktes Auftreten der geistlichen Leiter oder Autoritätsprobleme in der Gemeinschaft). Thérèse fühlte sich als Hindernis für die Harmonie der Gemeinschaft und trat 1885 von der Leitung der Arbeiterschwestern zurück.

### Eingliederung in den Mercedarierorden
In dieser Situation griff der inzwischen zum Kardinal aufgestiegene Lavigerie rettend ein. Er traf Thérèse in Cannes auf dem Weg nach Rom und leitete dort mit Pedro Armengol Valenzuela (1843–1922) die Eingliederung der Restkongregation der Soeurs de Notre-Dame (wie sie inzwischen hieß) in den Orden der Mercedarier ein. 1887 begann die Gemeinschaft der Soeurs de Notre-Dame de la Merci (spanisch: de la Merced, italienisch: della Mercede, auch: Mercedarie, deutsch: Mercedarierinnen; Merci hat hier die Bedeutung „Barmherzigkeit“). Sie etablierte das Mutterhaus in Aix (Cannes ging 1891 verloren, Saint-Eugène bestand noch) und gründete eine Gemeinschaft in Ajaccio auf Korsika.

### Tod in selbst gewählter Einsamkeit
Nach dem Tod von Lavigerie 1892 war Thérèse des Regierens müde und ging nach Paris, um dort (und in Belgien) Geld zu sammeln zur Befreiung von der erdrückenden Schuldenlast, die auf dem Haus in Aix ruhte. Sie war nur noch offiziell die Oberin, inoffiziell wurde die Kongregation von einer Vize-Generaloberin geleitet (Mutter Philomène). In den vier Jahren erfolgloser Spendensammlung bis zu ihrem Tod versank sie in Verarmung und Vereinsamung, hatte aber zuletzt den Trost der Hilfe durch eine ausgetretene aber wiedergefundene Nonne. Sie starb qualvoll aber gottergeben im Krankenhaus Boulevard Haussmann (ihr letzter Wohnsitz war Rue Cherche-Midi 84). 1994 führte das Seligsprechungsverfahren zu ihrer Qualifikation als „Dienerin Gottes“.

### Entwicklung des Ordens
Die Mercedarierinnen (unter päpstlichem Recht seit 1912) sind heute in Europa, Israel, Indien und in Nord- und Südamerika präsent. In Frankreich und Belgien haben sie Gemeinschaften in Aix-en-Provence (Mutterhaus, 5 rue de l’Aigle-d’Or), Tourrettes (seit 1922), Montpellier (seit 1923), Saint-Raphaël (seit 1962) und Blandain (Tournai, seit 1969). Das Generalat ist in Rom (via Ostriana 22).